# اما ساموئلسون
اما ساموئلسون (سوئدی: Emma Samuelsson؛ زادهٔ ۱۷ اکتبر ۱۹۸۸) شمشیرباز اهل سوئد است.